# Działania aeromobilne
Działania aeromobilne (inaczej działania powietrzno-lądowe) są integralną częścią walki lądowej.
Są działaniami, w których wojska wraz z ich wyposażeniem wykonują manewr nad polem walki przy użyciu statków powietrznych, aby zaangażować się w walkę na lądzie. Zdolność do przenoszenia wojsk przy użyciu statków powietrznych pozwala operować siłom lądowym w trzecim wymiarze. Nie powinny być one mylone z transportem powietrznym, który obejmuje transport żołnierzy, zaopatrzenia i wyposażenia z wykorzystaniem lotnictwa i nie koniecznie wiąże się z działaniami taktycznymi mającymi na celu natychmiastowe zaangażowanie się w walkę.

## Charakterystyka
Działania aeromobilne są działaniami, w których wojska wraz z wyposażeniem przemieszczają się na pole walki za pomocą aparatów latających w celu zaangażowania się w walkę lądową. W celu zwiększenia siły ognia i ruchliwości pododdziałów wojsk lądowych, w ramach zintegrowanego systemu walki powietrzno-lądowej na szeroka skalę wykorzystuje się śmigłowce. Realizuje się zwykle trzy rodzaje zadań:
- opanowanie i utrzymanie ważnych obiektów
- izolację rejonu
- rajdy powietrzne.

Prowadzone są zwykle w nie bronionym lub słabo bronionym przez przeciwnika terenie. W wyjątkowych przypadkach mogą być przeprowadzane w terenie silnie bronionym, ale tylko wówczas, jeżeli jest możliwe uzyskanie zaskoczenia. Zawsze do prowadzenia działań aeromobilnych niezbędne jest posiadanie przynajmniej lokalnej przewagi w powietrzu oraz sił i środków do obezwładnienia obrony przeciwlotniczej w rejonie działania lotnictwa.
Rodzaje działań
- działania powietrznoszturmowe (desantowoszturmowe)
- działania powietrznodesantowe
- wspomaganie z powietrza rozpoznania i walki elektronicznej
- wspomaganie z powietrza dowodzenia i zabezpieczenia operacji

Cele działań
- opanowanie i utrzymanie kluczowego terenu
- pokonanie przeszkód
- przeprowadzanie rajdów
- zaangażowanie się w walkę lub niszczenie pododdziałów nieregularnych i sił przeciwnika dostarczanych drogą powietrzną
- wykorzystanie efektów użycia broni masowego rażenia
- prowadzenie działań rozpoznawczych
- zadania osłony, takie jak np. zapewnienie osłony przed ewentualnym podejściem przeciwnika lub jako jednostki osłony obszaru tyłowego
- wspieranie działań mających na celu zmylenie przeciwnika
- przeciwdziałanie rozpoznaniu przez przeciwnika
- wzmocnienie sił okrążonych
- rozmieszczanie lub prowadzenie patroli dalekiego zasięgu

Czynniki ograniczające
- warunki meteorologiczne
- wrażliwość na ogień przeciwnika szczególnie w rejonie ześrodkowania i bezpośrednio po wylądowaniu
- wrażliwość na oddziaływanie obrony przeciwlotniczej i powietrznej przeciwnika w czasie przerzutu
- brak lokalnej przewagi w powietrzu
- niewystarczające obezwładnienie naziemnych środków ogniowych przeciwnika i jego obrony przeciwlotniczej oraz powiązanych z nimi systemów wykrywania i dowodzenia
- rodzaj i ilość wspierających środków ogniowych i innego ciężkiego sprzętu, włączając w to pojazdy, które nie mogą być transportowane drogą powietrzną
- trudność w utrzymaniu ciągłości zapasów, włączając w to potrzebę szybkiego połączenia z siłami lądowymi lub bezpieczne zaopatrywanie drogą powietrzną.
- czas wsparcia lotniczego
- planowanie wykorzystania przestrzeni powietrznej

Działania aeromobilne w Wojsku Polskim prowadzą pododdziały 25 Brygady Kawalerii Powietrznej i 6 Brygady Powietrznodesantowej.